# Lee Bergere
Lee Bergere (Brooklyn, Nova Iorque, 10 de Abril de 1924 - Fremont, New Hampshire, 31 de Janeiro de 2007), foi um actor norte-americano.
Ele apareceu em mais de 200 programas televisivos, ao longo de 60 anos de carreira, como Norte e Sul e Incidente em Vichy. Talvez o papel que mais o celebrizou tenha sido o de mordomo de Joseph Anders na série televisiva da década de 1980, Dinastia. Também teve uma breve aparição na rival Falcon Crest como Justin Nash.
Era mais conhecido pelos fãs de Star Trek pelo seu retrato de Abraham Lincoln, na Star Trek: A Série Original, episódio "The Savage Curtain".
Também apareceu em espectáculos de palco como Man Of La Mancha, onde interpretava o vilão, The Duke, quando a peça estreou em Los Angeles, em 1967.
Também representou Don Quixote e outros personagens em espectáculos em Los Angeles, São Francisco e Nova Iorque.
Faleceu aos 82 anos, de causas naturais.

## Filmografia
- Falcon Crest tv-série - Justin Nash (3 afl., 1989)
- Time Trackers filme - Dr. Karl Zandor (1989)
- Murder, She Wrote tv-série - Maxim Soury (Afl., A Fashionable Way to Die, 1987)
- Dream West tv-miniserie - 'Papa Joe' Nicollet (1986)
- North and South tv-miniserie - Nicholas Fabray (1985)
- Scarecrow and Mrs. King tv-série - Zinoviev (Afl., Saved by the Bells, 1983)
- Dynasty tv-série - Joseph Aynders (54 afl., 1981-1983)
- The Love Boat tv-série - Van Darwin (Afl., Two Grapes on the Vine/Aunt Sylvia/Deductible Divorce, 1981)
- WKRP in Cincinnati tv-série - WPIG Mascot (Afl., Fish Story, 1979)
- Soap tv-série - Anatole Martins (Episode 2.6 en 2.8, 1978)
- Evening in Byzantium tv-film - Monsieur Carroll (1978)
- Wonder Woman tv-série - Marny (Afl., Death in Disguise, 1978)
- All in the Family tv-série - Dean Winslow (Afl., Mike's Move, 1976)
- Hot L Baltimore tv-série - George (Afl. onbekend, 1975)
- Lincoln tv-série - Rol onbekend (Afl., Crossing Fox River, 1974)
- Maude tv-série - Peter Durland (Afl., Lovers in Common, 1974)
- Owen Marshall: Counselor at Law tv-série - Conforti (Afl., I've Promised You a Father: Part 2, 1974)
- Incident at Vichy tv-film - Police Captain (1973)
- The Six Million Dollar Man: Wine, Women and War tv-film - Masaha (1973)
- Emergency! tv-série - Milton Zack (Afl., Alley Cat, 1973)
- Wide World of Mystery tv-série - Luigi (Afl., A Prowler in the Heart, 1973)
- Hogan's Heroes tv-série - Major Wolfgang Karp (Afl., Kommandant Gertrude, 1971)
- The Young Lawyers tv-série - Alfred Marcos (Afl., The Russell Incident, 1970)
- The F.B.I. tv-série - James Bowden (Afl., The Innocents, 1970)
- It Takes a Thief tv-série - Raoul (Afl., The Suzie Simone Caper, 1970)
- Mission: Impossible tv-série - Dr. Labashi (Afl., The Brothers, 1969)
- Bob & Carol & Ted & Alice filme - Emilio (1969)
- Star Trek tv-série - Abraham Lincoln (Afl., The Savage Curtain, 1969)
- Mannix tv-série - Harvey Templeton (Afl., Comes Up Roses, 1968)
- Mannix tv-série - Steven Kosloff (Afl., The Falling Star, 1968)
- Death Valley Days tv-série - Culverwell (Afl., By the Book, 1968)
- Run for Your Life telefilme - Karl Verner (Afl., The Exchange, 1968)
- Sullivan's Empire tv-film - Rudi Andujar (1967)
- Mission: Impossible tv-série - Alfred Kuderlee (Afl., The Legacy, 1967)
- The Wild Wild West tv-série - Colonel Wayne Gibson (Afl., The Night of the Colonel's Ghost, 1967)
- Mr. Terrific tv-série - Rol onbekend (Afl., The Formula Is Stolen, 1967)
- Pistols 'n' Petticoats tv-série - Pirandello Lovelace (Afl., The Stranger, 1967)
- Jericho tv-série - Rol onbekend (Afl., Have Traitor, Will Travel, 1966)
- Hogan's Heroes tv-série - Count Von Sichel (Afl., The Prince from the Phone Company, 1966)
- T.H.E. Cat tv-série - Emil Sanderson (Afl., Sandman, 1966)
- Get Smart tv-série - Richelieu (Afl., Shipment to Beirut, 1966)
- Burke's Law tv-série - Prince Dana Ransputa (Afl., Or No Tomorrow, 1965)
- The Man from U.N.C.L.E. tv-série - Prince Panat (Afl., The Tigers Are Coming Affair, 1965)
- My Favorite Martian tv-série - DeWitt Merrick (Afl., Tim, the Mastermind, 1965)
- The Addams Family tv-série - Dr. Francis Chalon (Afl., The Winning of Morticia Addams, 1965)
- Perry Mason tv-série - Dr. George Devlin (Afl., The Case of the Murderous Mermaid, 1965)
- The Alfred Hitchcock Hour tv-série - The Detective (Afl., Wally the Beard, 1965)
- The Munsters tv-série - Ramon (Afl., Herman's Rival, 1964)
- McHale's Navy tv-série - Fair Pierre (Afl., McHale and His Jet Set, 1964)
- Karen tv-série - Arturo Magdelinni (Afl., Karen's Mixup, 1964)
- Perry Mason tv-série - Dr. Nevin (Afl., The Case of the Deadly Verdict, 1963)
- Perry Mason tv-série - James Wall (Afl., The Case of the Witless Witness, 1963)
- Wagon Train tv-série - Alex Lamont (Afl., The Mary Beckett Story, 1962)
- Bonanza tv-série - Ricardo Fernandez (Afl., The Dowry, 1962)
- The Dick Van Dyke Show tv-série - Mr. Mason (Afl., One Angry Man, 1962)
- The New Breed tv-série - Ed Wollock (Afl., Sweet Bloom of Death, 1961)
- The Law and Mr. Jones tv-série - Charles duPrais (Afl., The Long Echo, 1960)
- Wanted: Dead or Alive tv-série - Carlos Domingo (Afl., Surprise Witness, 1960)
- Alcoa Presents: One Step Beyond tv-série - Joe Bernheim (Afl., The Storm, 1960)
- The Alaskans tv-série - Jack Hawley (Afl., The Bride Wore Black, 1960)
- Alcoa Theatre tv-série - Stan Gorman (Afl., The Slightly Fallen Angel, 1959)
- The United States Steel Hour tv-série - Curt Watson (Afl., A Family Alliance, 1958)
- Robert Montgomery Presents tv-série - Rol onbekend (Afl., Joe's Boy, 1955)
- Studio One tv-série - Rol onbekend (Afl., Thunder on Sycamore Street, 1954)